# 马里奥·切瓦斯科
马里奥·切瓦斯科（義大利語：Mario Cevasco，1938年12月18日—1999年4月12日），意大利前男子水球运动员。他曾代表意大利国家队参加1964年、1968年和1972年夏季奥林匹克运动会水球比赛。